# Castiliscar
Castiliscar település Spanyolországban,  Zaragoza tartományban. Castiliscar Sos del Rey Católico, Uncastillo, Sádaba és Carcastillo községekkel határos. Lakosainak száma 214 fő (2024).

## Népesség
A település népessége az utóbbi években az alábbiak szerint változott:
| Lakosok száma | 406  | 395  | 360  | 333  | 310  | 292  | 262  | 263  | 230  | 214  |
|               | 2001 | 2004 | 2007 | 2009 | 2012 | 2014 | 2017 | 2019 | 2022 | 2024 |